# T-35 (航空機)
テムコ T-35 バッカルー
個人所有のテムコ T-35A（登録記号：N904B、製造番号：6005）、1950年
- 用途：練習機
- 製造者：テムコ・エアクラフト
- 初飛行：1948年（TE-1B：1950年2月20日）
- 生産数：26機
- 運用開始：1948年

テムコ T-35 バッカルー（Temco T-35 Buckaroo、社内名称：TE-1）は、1940年代後期に民間と輸出市場に向けて設計された極低コストの練習機である。
アメリカ空軍からの受注に失敗したことでテムコ・エアクラフト社は生産ラインを維持するために売り込み先を外国政府へ転換したが、僅か数機の受注しかとれなかった。
Buckarooとは“カウボーイ”とほぼ同じ意味のスペイン語であるvaqueroの英語転化で、原意としては「牧童」を意味し、俗語としては「（気性の荒い）馬を乗りこなす者」の意味である。

## 設計と開発
1948年初めにテムコ・エアクラフト社の社長ロバート・マカロック（Robert McCulloch）は、スイフトのタンデム複座練習機版への興味を示したフィリピン政府からの要請を受けた。TE-1Aの初号機は、大まかな配置図面を基に手作業で製作され、タンデム配置により実現された幅の狭い風防と後部が涙滴状固定部となる長く伸びた2分割式キャノピーが外観上の主な変更点であった。このTE-1Aの試作機は1948年遅くに完成したが、初期の飛行試験後に元々装着されていた出力125 hpのエンジンが145 hpのコンチネンタル社製のものに換装された。
1949年初めにテムコ社の経営幹部は、アメリカ空軍（USAF）が新しい初等練習機の競争試作を計画しているという通知を受けた。テムコ社はこの競争試作のために更に2機の試作機を製作したが、時間的制限のために改善箇所は小さなものであった。これら3機の試作機は空軍によりYT-35と命名された。テムコ社の機体は、フェアチャイルド XNQ/T-31とビーチクラフト モデル45いう2機種との競作となった。1949年2月24日に空軍練習機評価委員会は4対1の得票でビーチクラフト モデル45を選定し、テムコ社製TE-1Aは3位であった。予算削減のために空軍のこの計画は最終的にこの年度はキャンセルされた。
アメリカ空軍はTE-1Aに対して否定的な決定を下したが外国政府の中にはこの機体へ強い関心を示す所もあり、フィリピン政府が特にそうであった。競争試作の評価を検討した後でテムコ社はTE-1Aに改良を加える計画を進めることに決めた。再設計されたのは以下の点であった：
- 胴体全長の3インチ延長とタンデム配置の座席により適合するように胴体断面の変更
- 水平尾翼の位置を9インチ上方へ移設
- 主翼と胴体の間にフィレット（覆い）を追加
- 地上操行性能を改善するために主脚の取り付け位置を変更して降着装置を改良
- 9 Gの荷重に耐えられるように主翼の構造を改良
- 電子機器の12ボルトから24ボルト仕様へ、通信機器を空軍仕様への変更を含む機器と設備の変更

この全ての再設計と同時にテムコ社は受注を見込んで機体の製作を決定し、これら10機の量産機は出力145-hpのエンジンを装着された。

## 運用の歴史
1949年遅くに製造設備と治具の75%が完成し、YT-35と改称された3機のTE-1Aが1950年に復活した空軍の練習機競争試作に参画した。飛行訓練生による操縦比較という評価試験がランドルフ空軍基地にて実施され、空軍からの発注を受けるとテムコ社はTE-1Aに165 hpのフランクリン社製エンジンを搭載するという更なる広範囲な変更を加えることに決めた。空軍はこの変更を承認し、この機体にTE-1Bという呼称を与えて「バッカルー」と名付けた。TE-1AとTE-1Bの開発は同時並行して進められ、TE-1Aは輸出用、TE-1Bは米空軍向けとされた。TE-1Aの1機はイスラエル空軍が、別の1機はギリシャ空軍が購入した。
1950年7月に3機のYT-35 バッカルーがビーチクラフト YT-34 メンター、フェアチャイルド T-31、ボールトンポール バリオール、デ・ハビランド DHC-1B チップマンクとの比較試験のためにランドルフ空軍基地へ送られた。1950年遅くに朝鮮戦争の影響でYT-35の評価試験を含む多くの米国の軍事計画が中断させられた。機体は最後にウェーコ (テキサス州)近くの現在はTSTCウェーコ空港と呼ばれるジェームズ・コナリー（James Connally）空軍基地へ送られた。
10カ月に渡る厳しい試験の後で3機のYT-35は1951年7月末にメーカー側のオーバーホールを受けるためにテムコ社へ戻された。その後この3機はグッフォフェロー空軍基地に配備されたが、後に余剰品として売却された。TE-1Bの大半は相互防衛援助計画（Mutual Defense Aid Plan）を通じて（T-35Aの名称で）サウジアラビアに売却された。サウジアラビアとの契約でテムコ社は10機のT-35Aとその維持管理のための十分な補修部品を求められた。サウジアラビアのT-35Aは左右の主翼内に各1丁の30口径機関銃と主翼下に各5発の2.75 in ロケット弾を装備していた。
イタリアとイスラエルが1948年に1機のTE-1B バッカルーを購入した。イスラエルが購入した機体はイスラエル空軍の飛行学校で練習機として使用することを目してフォッカー インストラクターとDHC-1 チップマンクとの比較試験が実施されたが、不採用となったために1950年遅くか1951年初めに退役した。

## 派生型
モデル TE-1A
フランクリン 6A4-165-B3エンジンを搭載した型の社内名称。6機製造（3機のYT-35を含む）
モデル TE-1B
コンチネンタル C-145-2Hエンジンを搭載した型の社内名称。T-35Aとして10機製造。
YT-35
アメリカ空軍での評価用にフランクリン 6A4-165-B3エンジンを搭載したモデル TE-1A。3機製造。
T-35A
相互防衛援助計画（Mutual Defense Aid Plan）を通じてサウジアラビアに売却されたモデル TE-1B。10機製造。

## 運用
ギリシャ
- ギリシャ空軍 - 1機のみ

 イスラエル
- イスラエル空軍 - 1機のみ

 イタリア
- 1機のみ

 サウジアラビア
- サウジアラビア空軍

 アメリカ合衆国
- アメリカ空軍

## 現存機
1機のT-35Aがサウジアラビアのリヤドに展示されている。サウジ砂漠にあるスクラップ置き場から回収された2機のT-35Aがテネシー州、アセンズの国際スイフト協会（The International Swift Association）の所有となっている。現在、5機のバッカルーが米国内で登録されている。

## 要目
(Temco Buckaroo TE-1B) Janes's All The World's Aircraft 1953-54 
- 乗員：2名
- 全長：6.61 m (21 ft 8 in)
- 全幅：8.94 m (29 ft 4 in)
- 全高：1.87 m (6 ft 1½ in)
- 翼面積：12.44 m² (134 ft²)
- 翼面荷重：70.2 kg/m² (14.3 lb/ft²)
- 空虚重量：591 kg (1,300 lb)
- 全備重量：873 kg (1,920 lb)
- 馬力/重量：0.14 kW/kg (0.086 hp/lb)
- エンジン：1 × フランクリン 6A4-165-B3 水平対向エンジン、165 hp (123 kW)
- 最大速度：250 km/h (136 knots, 156 mph) 海面高度
- 巡航高度：5,185 m (17,000 ft)
- 航続距離：882 km (477 nmi, 548 mi[4])
- 上昇率：5.1 m/s (1,000 ft/min)
- 武装：
  - 機銃：1 × 30口径機関銃（主翼）
  - ロケット弾：10 × 2.75 in ロケット弾